# 佛蒙特州一百五十周年半美元
佛蒙特州一百五十周年半美元（Vermont Sesquicentennial half dollar）又名本宁顿－佛蒙特半美元（Bennington–Vermont half dollar）或本宁顿之役一百五十周年半美元（Battle of Bennington Sesquicentennial half dollar），是美国铸币局1927年生产的50美分纪念币。硬币由查尔斯·凯克设计，正面是伊森·艾伦之弟、佛蒙特州早期领导人艾拉·艾伦。
1925年1月9日，佛蒙特州联邦参议员弗兰克·莱斯特·格林递交法案，建议为1777年佛蒙特地区宣布独立及美国赢得本宁顿之役150周年发行纪念币。法案顺利通过参议院，但在众议院一度受阻。财政部长安德鲁·W·梅隆不但写信表态反对，还派出三名官员到国会作证，称过去发行的一些纪念币进入市场流通，导致公众难以区分。众议院下属委员会提出批准佛蒙特州半美元，以后不再授权发行纪念币，但众议院大部分议员对此不以为然，最后法案不但获批，还加入条款授权另外两种周年纪念币。参议院同意众议院的修订后，法案于1925年2月24日经卡尔文·柯立芝总统签字生效。
与授权过程相比，半美元的设计阶段更是一波三折。美国美术委员会和负责落实硬币事宜的佛蒙特州委员会就设计问题反复争论，起初获聘的设计师后来干脆退出，改由凯克接手。美术委员会最终提议在背面刻上美洲狮，佛蒙特州委员会为节省时间让步，但设计在硬币面世后饱受批评。纪念币销售业绩不佳，近三成只能退货熔毁。如今这款硬币视成色而定，价值在250至750美元不等。

## 背景
美国独立战争爆发前，今佛蒙特州所在地的归属仍有争议。新罕布什尔省声称其西部边境在哈德逊河以东32公里，所以这片地区属于该省；纽约省认为马塞诸塞湾省以北、康涅狄格河东面领土都属他们所有。大英帝国曾于1764年把该地区划归纽约，但当地居民对授予他们土地特许状的新罕布什尔省更亲近。此后纽约省又发出同一片土地的特许状，导致地方居民因利益冲突分裂，其中从新罕布什尔获得土地的组成地方民兵组织“格林山兄弟会”（Green Mountain Boys）。兄弟会起初主要对付来自纽约的移民，1775年独立战争爆发后，英军转成民兵打击目标。
伊森·艾伦和艾拉·艾伦（Ira Allen）兄弟生于康涅狄格殖民地，是格林山兄弟会统帅。1775年，伊森·艾伦率军突袭蒙特利尔兵败被俘，此后的独立战争年月一直被英方囚禁。艾拉·艾伦不但是民兵领袖，而且1777年1月佛蒙特地区宣告独立时也是议会成员。战争期间，他在佛蒙特共和国政坛举足轻重，曾担任财政部长并设计国玺，还在18世纪80年代勘测多个城镇，其中三个就是以他命名。1791年，佛蒙特州加入美国联邦，同年成立的佛蒙特大学是如今全美范围内第一所订有禁止宗教歧视政策的高等学府，艾拉就是该校的主要创始人。此后他开始流年不利，1796年前往法国为州民兵购买武器时，船和货都被英国扣押。回到佛蒙特州后又得知土地因欠税被没收，接着由于无法还清债务在伯灵顿入狱。此后他逃到费城期望度过难关，但一直没有起色，最终于1814年在穷困潦倒中去世。
1777年，英军少将约翰·伯戈因从加拿大挥军南下，打算攻占哈德逊河谷，萨拉托加战役打响。军队补给紧张，所以得知今佛蒙特州本宁顿地区有防御薄弱的美方仓库后他决定分兵攻打。佛蒙特民兵得到约1500新罕布什尔民兵援助，本宁顿之役于1777年8月16日开打。最终佛蒙特和新罕布什尔联军以40人阵亡的代价获得击毙200并俘虏700英军的巨大胜利。伯戈因损失惨重又无法获得补给，最终在十月纽约的萨拉托加之役中战败投降，历史学家埃德蒙·摩根（Edmund Morgan）称萨拉托加之役“是独立战争的转折点，因为它为美国人和援助国（法国）赢得取胜的最后要素”。
1936年时，美国纪念币尚不经政府销售，而是国会授权某个机构独家拥有以面值从美国铸币局买下硬币，然后自行决定是否加价向公众转售的权力。以佛蒙特州半美元为例，获国会授权的组织是佛蒙特州一百五十周年委员会。

## 立法
1925年1月9日，佛蒙特州联邦参议员弗兰克·莱斯特·格林（Frank L. Greene）向参议院递交法案，建议为佛蒙特地区独立和本宁顿之役150周年发行50美分银质和一美元金质纪念币，法案转交银行和货币委员会审核。格林曾对他人递交的纪念币法案不以为然，1922年议会讨论门罗主义百年纪念半美元授权法案时一度声称“在我看来，硬币销售的价格和地点都不是问题。真正的问题是：联邦政府是不是还要一年又一年地把硬币送去这个——这么说吧——淫窝。”1925年1月20日，格林代表委员会回报参议院建议通过法案并附修订条款，条款取消一美元金币，并将半美元两万枚的发行量翻倍。1月24日，新罕布什尔州议员乔治·希金斯·摩西（George H. Moses）代表格林提请议会表决，法案最终顺利通过，没有人提出问题或异议。
法案抵达众议院后转铸币和度量衡委员会审议。1月30日，委员会主席、印第安纳州议员阿尔伯特·维斯塔尔（Albert H. Vestal）主持召开听证会。他在会上拿出财政部长安德鲁·W·梅隆的信并附入国会纪录，反对纪念币发行。梅隆的信中指出，过去有许多滞销纪念币要么库存在铸币局，要么退货熔毁。而且多余的纪念币往往进入市场流量，导致公众难以区分。财政部还派出三名官员前来作证，分别是铸币局局长罗伯特·格兰特（Robert J. Grant）、助理局长玛丽·玛格丽特·奥赖利和财政部副部长助理加拉德·温斯顿（Garrard B. Winston）。奥赖利在财政部的工作时间比另外两人都长，她在听证会上称，过去五年铸币局一共生产过九种纪念币，而国会现在审核的硬币法案就有六项。接下来她继续回答各议员提出的问题。
奥赖利此前作证时已经说明这些纪念币都是为地方庆典活动融资，佛蒙特州众议员弗雷德里克·格里德·弗利特伍德（Frederick G. Fleetwood）于是起身强调佛蒙特州半美元纪念的事项对美国历史非常重要。马萨诸塞州议员罗伯特·弥尔顿·里奇（Robert M. Leach）这时提出，卡尔文·柯立芝总统就生于佛蒙特州，所以维斯塔尔和其他议员决定通过该州的法案，今后都不再批准纪念币授权。财政部官员希望法案把纪念币改成纪念章，但正如伊利诺伊州议员莫顿·丹尼森·赫尔（Morton D. Hull）所说，纪念币要是滞销起码还能当流通币花掉，纪念章可不行，所以发行商不会接受。在所有倾向支持批准更多纪念币的议员中，里奇的看法较为典型：“我觉得咱们有点太着急了，或许将来什么时候就不再批准了，但我觉得不至于今天早上就要让代表佛蒙特州的这几位先生放弃。”维斯塔尔当天回报众议院并附上报告，表示委员会反对再授权纪念币，但考虑到佛蒙特州的纪念事宜对美国来说比较重要，而且四万的发行量也不多，所以同意通过这条法案。
2月16日，法案进入众议院流程。加利福尼亚州议员约翰·爱德华·莱克（John E. Raker）在一读后马上提议加入条款授权发行加利福尼亚州钻禧纪念半美元，称该州联邦参议员塞缪尔·摩根·肖特里奇（Samuel Shortridge）已经将包含同样建议的授权法案递交参议院，而且肖特里奇“非常急切地期盼法案通过”。维斯塔尔起身发言，称委员会在通过佛蒙特州法案后决定今后不再批准纪念币授权，而且华盛顿州议员阿尔伯特·约翰逊（Albert Johnson）为此已同意撤回纪念该州温哥华堡一百周年的法案。众议院少数党领袖、田纳西州议员菲尼斯·詹姆斯·加勒特（Finis J. Garrett）询问为什么委员会不在审议佛蒙特州法案前定下这种规矩，维斯塔尔承认他无法回答，众议院于是经表决通过莱克的修正条款。约翰逊马上行动，在同僚的掌声中提议再增加“华盛顿州温哥华”，最终他的提议及法案均获通过。约翰逊在佛蒙特州法案中加入的内容不足以确保获得纪念币发行授权，所以他很快就返回众议院，请求议会重新审核法案，以便他加入与另外两款纪念币类似的语句。众议院满足他的要求，新修正条款顺利写入法案，但维斯塔尔又提出将法案转交他的委员会审核，在场议员以24人同意、67人反对否决他的动议。接下来议会围绕出席议员人数不足法定人数的程序问题陷入长时间争论，最终众议院还是认可投票结果并再次通过法案。次日，法案返回参议院审核，堪萨斯州议员查尔斯·柯蒂斯代表格林提出动议，建议参议院同意众议院的修订，法案最终顺利通过，没有议员提出问题或异议。1925年2月24日，授权发行三种纪念币的法案经柯立芝总统签字成为法律正式生效。安东尼·斯沃泰克（Anthony Swiatek）和沃尔特·布林（Walter Breen）在1988年出版的美国早期纪念币主题百科全书中推测，国会最终通过法案很可能是考虑总统的感受，因为众所周知柯立芝对本宁顿的纪念活动很感兴趣。

## 准备

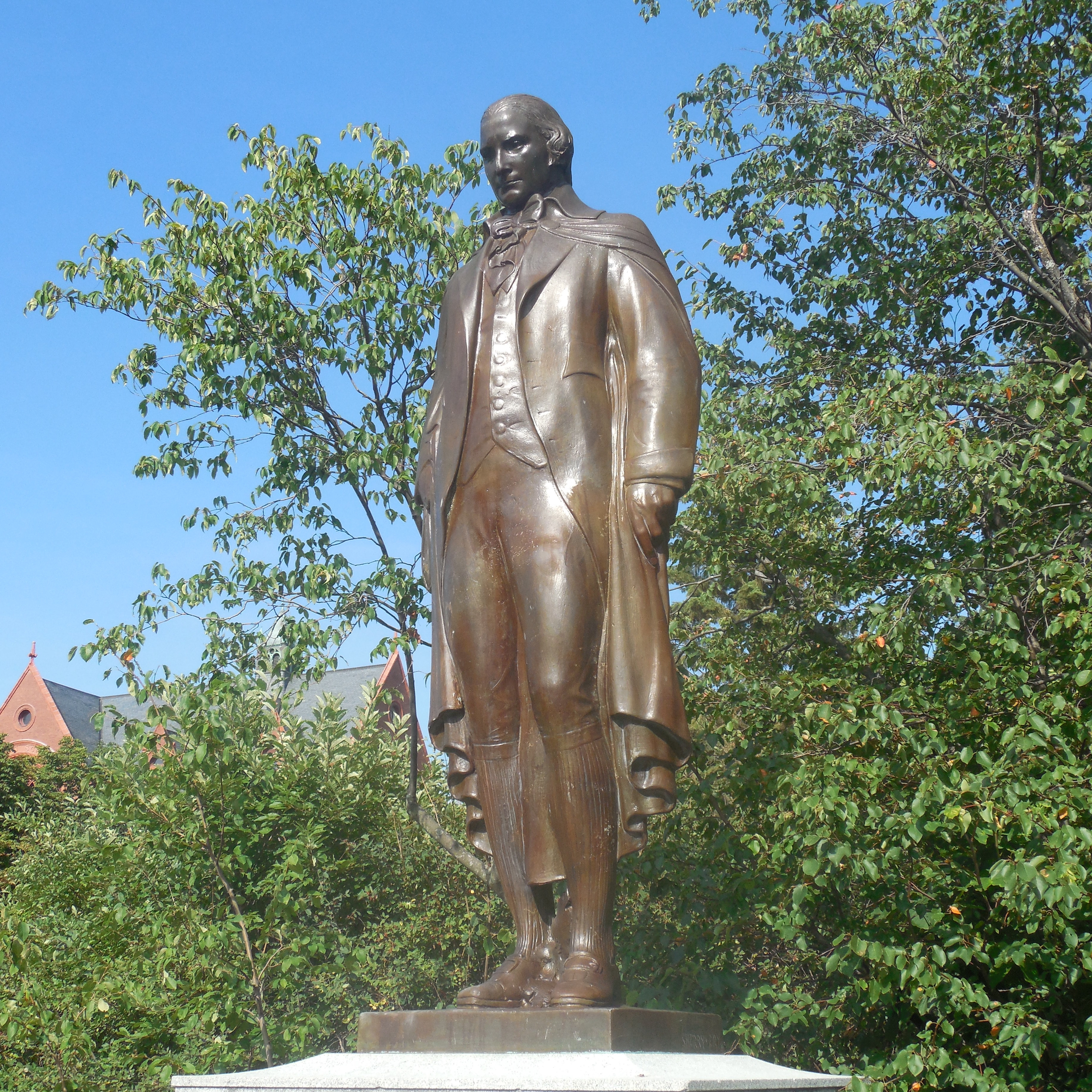
雪利·弗莱创作的艾拉·艾伦雕像

国会授权后，佛蒙特一百五十周年委员会立即开始准备设计方案。委员会决定在硬币正面采用艾拉·艾伦的肖像，背面则是本宁顿之役纪念碑。曾为佛蒙特大学创作艾伦雕像的雪利·弗莱（Sherry Fry）获聘为纪念币操刀。1925年7月1日，弗莱致信美国美术委员会主席查尔斯·摩尔（Charles Moore），告知石膏模型会在一周内做好。
美术委员会委员路易斯·艾尔斯（Louis Ayres）和前委员詹姆斯·厄尔·弗雷泽（James Earle Fraser）在设计师寄出前先检视过模型，两人都不认可。艾尔斯7月15日致信摩尔，称设计方案平平无奇，但这一定程度上是因为一百五十周年委员会已定下设计元素，所以不全是弗莱的水平问题，建议今后先确定设计草图，再由弗莱做成模型，而且弗莱可以自行决定设计元素并绘制草图。摩尔18日给铸币局局长格兰特写信，转告艾尔斯的看法和建议。8月9日，弗莱将石膏模型的照片正式呈交铸币局。确认弗莱有权直接递交后，助理局长奥赖利把照片转交美术委员会裁定。9月5日，摩尔表示委员会不接受新设计，主要原因包括：艾拉·艾伦不是放在正面的最佳人选；模型上把代表本宁顿的英语错刻成，而且文字也需改善；错用尚普兰湖战役的纪念碑，这场战役同佛蒙特州的纪念主题毫无关系。9月11日，一百五十周年委员会主席约翰·斯帕戈（John Spargo）给格兰特去信，承认存在失误之余也极力维护采用艾伦肖像和纪念碑的设计决定，并于15日直接把信写给摩尔，称“你的委员会已经粗暴冒犯佛蒙特州的自豪”。
摩尔于9月18日回信，称委员会认可艾伦头像设计，但觉得硬币上的刻字还需改善。鉴于斯帕戈此前提及柯立芝总统很喜欢本宁顿之役纪念碑，摩尔表示美术委员会觉得要做就得做好，毕竟佛蒙特州也是总统的故乡。信中还称，弗莱有能力设计出漂亮的硬币，但却一直都没做到。斯帕戈次日回信，表示希望分歧早日解决。他还指出，一百五十周年委员会觉得纪念碑已经是最合适的选择，如果选择格林山兄弟会，那么不但要篡改历史，而且会有模仿列克星敦－康科德150周年纪念半美元（已于1925年4月面世）上分钟人图案的嫌疑。此外，采用格林山兄弟会还会导致硬币两面都是头像。斯帕戈最后希望摩尔能尽量详细地列出书面反对意见，因为弗莱已有退出之意，详细的意见和建议或许能说服他继续完成项目。然而事与愿违，弗莱经过调解依然坚持退出，一百五十周年委员会同西奥多·斯派塞-辛森（Theodore Spicer-Simson）短暂接洽后最终聘请查尔斯·凯克（Charles Keck）接手。

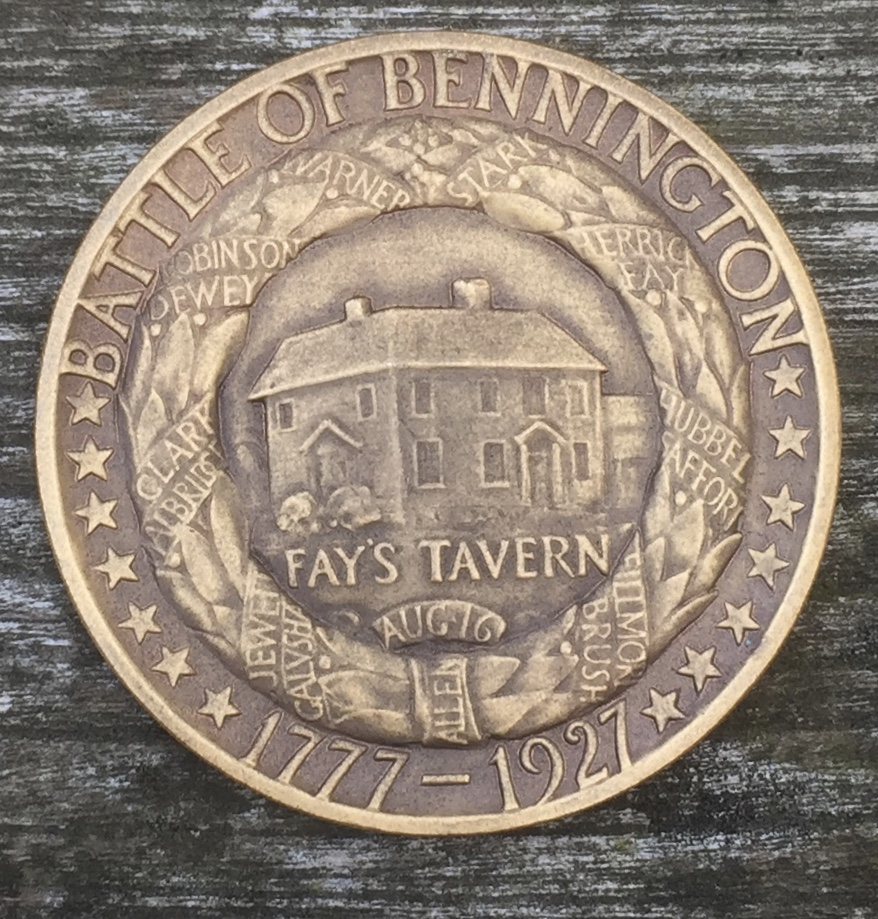
凯克之后将此次被否决的费伊酒馆设计用在本宁顿之役纪念章上

凯克制作的新模型直到1926年3月24日才送交美术委员会。委员会对正面的艾伦肖像深感钦佩，但不喜欢背面的费伊酒馆，而且对图案周围还用花环围绕不以为然。4月2日，摩尔在写给凯克的信中建议背面刻上美洲狮，无须其他图案，觉得这样整枚硬币的效果就非常理想。采用美洲狮是因为费伊酒馆又名美洲狮酒馆，格林山兄弟会当年就是在这里会晤。凯克把信的复印件拿给斯帕戈，后者在12日致信摩尔表示，美术委员会直接提议设计元素之举已经越界，但为解决问题他同意采用美洲狮：“人生短暂，实在不该浪费在与美术委员会的徒劳辩论上”。
1926年4月末，凯克已制出三套模型，其中两套是美洲狮设计，一套是独立战争纪念碑。美术委员会于30日批准背面采用美洲狮行走图案的模型，同时建议用（“艾拉·艾伦”）取代（“佛蒙特州创始人”）字样。一百五十周年委员会不同意，最终双方达成妥协，改为增加人名。背面还需加刻格言（“合众为一”）及（“我们信仰上帝”），凯克在5月24日写给格兰特的信中承诺会在几天内完成修改，并把照片递交财政部长最终审批。7月，斯帕戈致信格兰特，就纪念币投产和运输事项提出建议。位于纽约的奖章用品公司（Medallic Art Company）把凯克的模型缩制成硬币大小的出币毂，以便费城铸币局制作金属模。

## 设计
佛蒙特州一百五十周年半美元正面是理想化的艾拉·艾伦肖像，与弗莱此前创作的雕像和硬币设计不符。艾伦头戴假发，下方是姓名，周围有（“佛蒙特州创始人”）和（“美利坚合众国”）字样环绕。
纪念币背面是朝左跨步的美洲狮，周围到处都是铭文，上方是周年纪念起止“1777－1927”、（“我们信仰上帝”）和；左侧是“ 16”（“8月16日”），本宁顿之役日期；下方是（“合众为一”）和面值（“半美元”）。此外，美洲狮尾巴末端和最后一条腿之间还有设计师姓名首字母缩写。
凯克的设计饱受批评，特别是背面的美洲狮。斯沃泰克和布林对硬币的整体评价是“理想化到几乎没人能认出来的艾拉·艾伦，配上同样理想化到无法辨别的野猫。根据搞不清楚这是什么物种，是美洲狮？豹子？还是野猫？”昆汀·戴维·鲍尔斯（Q. David Bowers）称背面是“某种看起来像猫，但具体物种不明的大型动物，同佛蒙特州此次纪念的历史毫不相干。”在他看来，“不管谁看到（纪念币用）这样的画谜代表美洲狮酒馆，都只会感到浅薄”。美术史学家科尼利厄斯·弗缪尔（Cornelius Vermeule）在美国钱币和奖章主题著作中称，佛蒙特州半美元毁在两面都堆得太满的铭文上，而且在正面声明艾拉·艾伦是“佛蒙特州创始人”可谓画蛇添足。

## 铸造、销售和收藏
1927年1至2月，费城铸币局共出产4万零34枚佛蒙特州一百五十周年半美元，其中34枚由铸币局保留，等待来年美国化验委员会的年度检测。硬币经地方银行以一美元单价发行，买家大多是州内居民。位于本宁顿的本宁顿之役纪念碑和历史协会协调销售工作。本宁顿和拉特兰市各有四家银行分别拿到两千枚纪念币发售。1929年，本宁顿的银行开始以1.25美元单价提供邮购服务，其中包含挂号信邮资，如果购买至少十枚，则单价降至一美元，快递费另付。
半美元销量不及预期。1928年11月，斯派戈去信格兰特，询问如有数千枚硬币留存该如何退货。截至1934年，共有1万1892枚纪念币退回铸币局熔毁。硬币发行获利转入佛蒙特历史基金，用于赞助州内博物馆和历史协会，本宁顿博物馆便是其一。据斯沃泰克和布林所述，与其他许多硬币因商家滥用发行和溢价权催生丑闻相比，佛蒙特州半美元从来没有在发行环节引发任何争议。
1935年，成色达到未流通级的这款纪念币要价约两美元，1936年纪念币热潮席卷美国期间又上涨约50美分，但1940年又回落到两美元，此后就稳步上涨，1980年再度迎来纪念币热潮期间一度升至825美元高位。根据理查德·约曼（Richard S. Yeoman）2018年豪华版的《美国钱币指南手册》（A Guide Book of United States Coins），如今这款纪念币视成色而定，价值在250至750美元范围。2014年，一枚成色根据谢尔顿硬币分级标准判定基本完美的样币经拍卖以7344美元成交。